# Паридуби (зупинний пункт)
Париду́би — пасажирський залізничний зупинний пункт Рівненської дирекції Львівської залізниці.
Розташований поблизу села Паридуби, Старовижівський район, Волинської області на лінії Ковель — Ягодин між станціями Ковель (22 км) та Мацеїв (5 км).
Станом на лютий 2019 року щодня три пари дизель-потягів прямують за напрямком Ковель-Пасажирський — Ягодин.